# Convolutriloba
Convolutriloba ist eine Gattung räuberischer mariner Acoela mit vier bekannten Arten, die mit einer Ausnahme bisher nur aus Meerwasseraquarien bekannt sind.

## Merkmale
Die Acoela der Gattung Convolutriloba haben dünne, schildförmige, planarienartige Körper mit drei Lappen am Körperende. Die Tiere werden wenige Millimeter, höchstens 1 cm lang, wenige Millimeter breit und weniger als 1 mm dick. Sie haben zwei unpigmentierte Augen am Vorderende ihres Körpers und als geschlechtlich produzierte Jungtiere auch eine Statocyste, die bei ausgewachsenen Tieren jedoch fehlt. In der Haut sitzen Sagittocysten, etwa 18 bis 50 µm lange nadelförmige Strukturen, die vermutlich dem Beutefang und der Verteidigung dienen und die auch bei den Gattungen Antrosagittifera, Praesagittifera, Sagittifera und Symsagittifera vorhanden sind. Die Tiere ernähren sich auf zwei Arten: Zum einen beherbergen sie symbiontische Grünalgen (Zoochlorellen), die ihnen eine grüne oder braune Färbung verleihen, und zeigen deshalb positive Phototaxis. Zum anderen erbeuten sie Kleintiere, insbesondere Kleinkrebse, die sie mit einer trichterförmigen Haube am Vorderende des Körpers umschließen und durch die Mundöffnung an der Körperunterseite ins Körperinnere pressen. Wie andere Acoela haben auch die Vertreter von Convolutriloba keine Darmhöhlung, sondern eine Masse endodermaler Zellen, die zur Verdauung der Beute zu einem sackförmigen Magen umgeordnet werden.
Die Tiere sind simultane Zwitter, die sich sowohl geschlechtlich als auch ungeschlechtlich fortpflanzen. Sie legen Eier in großer Zahl, aus denen sich kleine, noch algenlose Jungtiere entwickeln. Diese müssen innerhalb weniger Wochen Grünalgen als Symbionten aufnehmen, um nicht zu verhungern. Die ungeschlechtliche Fortpflanzung erfolgt durch Knospung, wobei die Köpfe der entstehenden Jungtiere nach hinten gewandt sind, also 180° zur Körperachse des Muttertieres (reverse Polarität), oder durch Autotomie ohne vorausgegangene Differenzierung der inneren Organe (Architomie). Bei der ungeschlechtlichen Fortpflanzung werden stets endosymbiontische Grünalgen an die Jungtiere weiter gegeben.

## Arten
- Convolutriloba hastifera (Winsor, 1990) ist als einzige der vier Arten aus ihrem natürlichen Lebensraum, Korallenriffen der australischen Insel Magnetic Island, isoliert worden. Die Art zeichnet sich durch als Querteilung erfolgende Architomie aus, bei der ein kaum differenziertes kleineres Bruchstück durch Festhalten am Substrat abgerissen wird und innerhalb weniger Tage zu einem ganzen Tier heranwächst.
- Convolutriloba longifissura (Bartolomaeus & Balzer, 1997) ist nur aus Meerwasseraquarien bekannt. Sie vermehrt sich ungeschlechtlich durch Architomie, indem am Hinterende ein schmetterlingsförmiges Körperstück abgerissen wird, das sich wiederum in Längsteilung in zwei Tochtertiere spaltet, so dass es nach einem Architomievorgang drei Individuen gibt.
- Convolutriloba macropyga (Shannon & Achatz, 2007) ist auch nur aus Meerwasseraquarien bekannt. Diese Art ist durch ihre intensive grüne Farbe und eine beiderseitige Einkerbung am Kopf auffällig. Die ungeschlechtliche Vermehrung erfolgt durch Knospung mit reverser Polarität an den Lappen des Körperendes.
- Convolutriloba retrogemma (Hendelberg & Akesson, 1988) ist ebenso nur aus Meerwasseraquarien bekannt. Die Individuen dieser Art haben eine rötlich-braune Färbung. Die ungeschlechtliche Vermehrung erfolgt durch Knospung mit reverser Polarität an den Lappen des Körperendes.